# Supermarine Sea King
Dimensions
Le Supermarine Sea King est un avion de chasse amphibie britannique, conçu et construit par Supermarine.

## Conception et développement

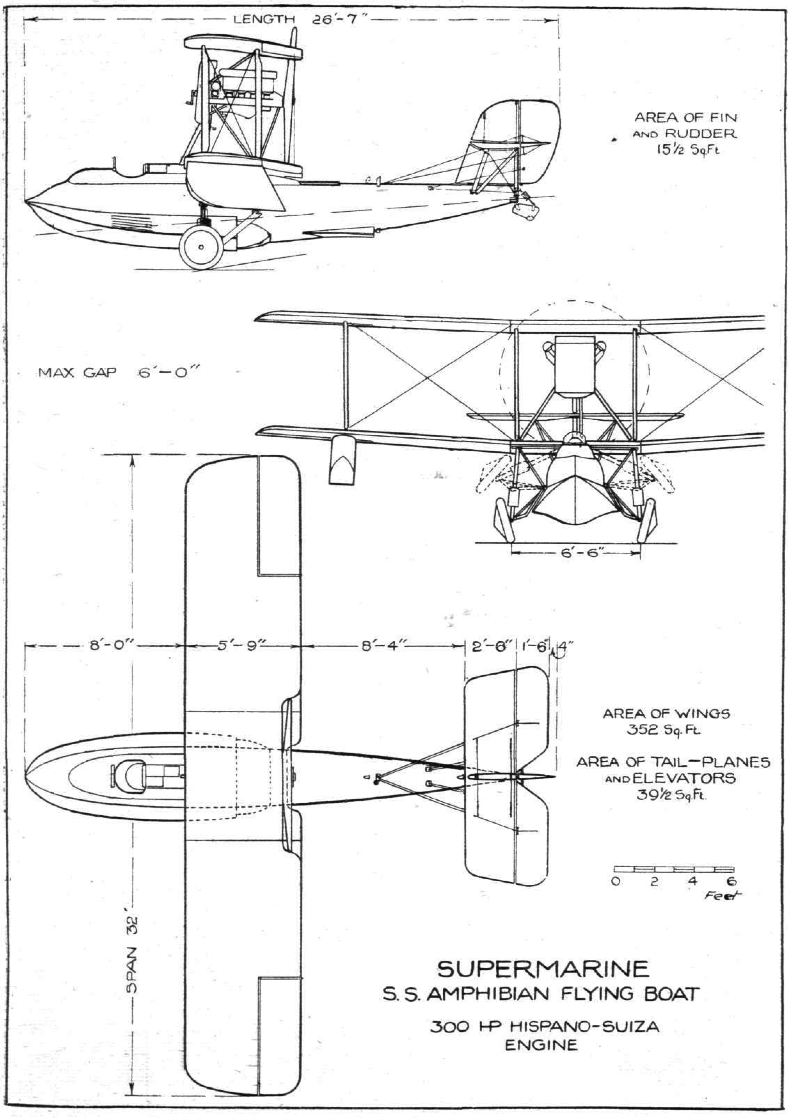

En 1919, Supermarine commença la conception d'un hydravion de chasse monoplace qui ressemblait au Supermarine Baby de la Première Guerre mondiale et au contemporain Supermarine Sea Lion, avion de courses. Le résultat donna le Sea King, un monoplace biplan motorisé par un moteur Beardmore de 160 chevaux (117,6798 kW), qui vola au début de 1920, et plus tard fut transformé, avec un moteur Siddeley Puman de 240 chevaux (176,52 kW).
En 1921, Reginald Mitchell, devenu concepteur en chef de Supermarine, produisit un nouveau concept, peut-être pour répondre aux exigences de la Spécification N6/22 pour un chasseur capable de fonctionner à la fois à partir du pont d'un porte-avions et depuis l'eau. Le résultat fut le Sea King II, un biplan à coque en bois, avec un train d'atterrissage principal rétractable et queue fixe. La queue était monoplan montée à mi-chemin avec un seul gouvernail. Le Sea King II était propulsé par un moteur Hispano-Suiza 8 300 chevaux (220,65 kW).
Le Sea King II vola pour la première fois en décembre 1921. Alors qu'il faisait preuve d'une excellente maniabilité, le Sea King ne fut pas sélectionné pour entrer en production. Le Fairey Flycatcher et le Parnall Plover, deux biplans qui pouvaient être convertis en version classique à roulette de queue et avec flotteurs furent commandés en petites quantités pour une évaluation plus poussée. Le Flycatcher fut finalement en dotation dans les porte-avions de la Royal Navy.
Ce n'était pas la fin pour le Sea King, ainsi le Sea King II fut reconstruit pour devenir le racer Sea Lion II, vainqueur de la Coupe Schneider 1922. 

## Versions
Sea King I
Hydravion de chasse. Propulsé par un moteur Beardmore de 160 chevaux (117,68 kW) ou un moteur Siddeley Puma de 240 chevaux (176,52 kW). Mis en production.
Sea King II
Révision chasseur amphibie. Propulsé par un moteur Hispano de 300 chevaux (220,65 kW).